# Тёмный лес (фильм, 2006)
«Тёмный лес» (англ. The Woods) — фильм ужасов режиссёра Лаки Макки. Премьера фильма состоялась 24 апреля 2006 года.

## Сюжет
История девушки Хизер, попавшей в школу-интернат, расположенной в глухом лесу. В школе одна за другой пропадают ученицы. Одновременно у Хизер начинаются галлюцинации. Со временем девушка понимает, что её галлюцинации и бесследные исчезновения имеют некую связь.

## В ролях
| Актёр            | Роль         |
| ---------------- | ------------ |
| Агнес Брукнер    | Хизер Фазуло |
| Эмма Кэмбел      | Элис Фазуло  |
| Брюс Кэмпбелл    | Джо Фазуло   |
| Патриша Кларксон | мисс Трэверс |
| Рэйчел Николс    | Саманта Вайс |
| Лорен Биркелл    | Марси Тёрнер |
| Кэтлин Мэкки     | Энн Уэлс     |
| Катрин Колви     | мисс Лиланд  |
| Марша Беннетт    | мисс Макино  |
| Коллин Уильямс   | мисс Арбор   |

## Критика
Агрегатор рецензий Rotten Tomatoes сообщает, что 64 % из 14 опрошенных критиков дали фильму положительную оценку, а средний рейтинг составил 6,1 из 10.
Брайан Холкомб с независимого веб-сайта обзоров фильмов Beyond Hollywood написал: «Смотрится как классический фильм Льютона 1940-х годов, в котором упор делается на то, чтобы рассказать хорошую историю без особых церемоний и завершить ее за плотно намотанные 70 минут». Киножурналист Ник Шагер отметил, что фильм «оказался одним из самых отточенных и изобретательных фильмов ужасов за все еще продолжающийся год, синтезом классических сверхъестественных и сексуализированных образов, который расширяет, а не просто перерабатывает знаменитых предшественников», и сравнил его с «Суспирией» (1977) и «Кэрри» (1976).